# Hirondelle du Rib
Hirondelle du Rib född 14 november 2017, är en fransk varmblodig travhäst som tränas av Joël Hallais och körs och rids av Jean-Loïc-Claude Dersoir.
Hon började tävla i november 2020 och inledde med att galopper för att sedan ta sin första seger i tredje starten. Hon har hittills sprungit in 913 910 euro på 65 starter, varav 10 segrar och 7 andraplatser samt 9 tredjeplatser. Den hittills största segern är tagen i Prix du Président de la République (2021).
Hon har även segrat i Prix Olry-Roederer (2021), Prix Émile Riotteau (2022) och Prix Paul Bastard (2022) och hon har även kommit på andraplats i Prix Lavater (2021), Prix Louis Forcinal (2022), Prix Jean Gauvreau (2022), Prix de Normandie (2022), Prix du Pontavice de Heussey (2023), Prix Théophile Lallouet (2023) och Prix de Cornulier (2024) och kommit på tredjeplats i Prix Henri Ballière (2021), Prix Cenéri Forcinal (2021), Prix des Centaures (2022), Prix Victor Cavey (2022), Prix Hervé Céran-Maillard (2022), Prix du Calvados (2023), Prix Georges Dreux (2023) och Prix Paul Buquet (2023).

## Statistik
| Statistik för Hirondelle du Rib (Ref.) | Statistik för Hirondelle du Rib (Ref.) | Statistik för Hirondelle du Rib (Ref.) | Statistik för Hirondelle du Rib (Ref.) | Statistik för Hirondelle du Rib (Ref.) | Statistik för Hirondelle du Rib (Ref.) |
| -------------------------------------- | -------------------------------------- | -------------------------------------- | -------------------------------------- | -------------------------------------- | -------------------------------------- |
| Starter                                | Placeringar                            | Startprissumma                         | Segerprocent                           | Platsprocent                           | Rekord                                 |
| 65                                     | 10-7-9                                 | 913 910 euro                           | 15 %                                   | 40 %                                   | 1.10,6ak,                              |

### Större segrar
| År   | Lopp                               | Kusk                     | Vinstbelopp | Grupp   |
| ---- | ---------------------------------- | ------------------------ | ----------- | ------- |
| 2021 | Prix du Président de la République | Jean-Loïc-Claude Dersoir | 108 000 EUR | Grupp 1 |
| 2021 | Prix Olry-Roederer                 | Jean-Loïc-Claude Dersoir | 36 000 EUR  | Grupp 3 |
| 2022 | Prix Émile Riotteau                | Jean-Loïc-Claude Dersoir | 54 000 EUR  | Grupp 2 |
| 2022 | Prix Paul Bastard                  | Jean-Loïc-Claude Dersoir | 54 000 EUR  | Grupp 2 |